# Seznam angleških kardinalov
Seznam angleških kardinalov.

## 12. stoletje
- Robert Pullen (1144–1146)
- Nicholas Breakspeare (1149–1154)

## 13. stoletje
- Stephen Langton (1206–1228)
- Robert iz Courçona (1212–1219)
- Robert Somercotes (1238–1241)
- Janez Toledski (1244–1275)
- Robert Kilwardby (1278–1279)
- Hugh Eveshamski (1281–1287)

## 14. stoletje
- William of Macclesfield (1303)
- Walter of Winterburn (1304–1305)
- Thomas of Jorz (1305–1310)
- John of Thoresby (1361–1373)
- Simon Langham (1368–1376)
- Adam Easton (1381–1385 in 1389–1397)

## 15. stoletje
- Philip Repyngdon (zavrnil povzdig)
- Robert Hallam, povzdignil ga protipapež Janez XXIII.
- Thomas Langley (zavrnil povzdig)
- Henry Beaufort (1426–1447)
- John Kemp (1439–1454)
- Thomas Bourchier (1473–1486)
- John Morton (1493–1500)

## 16. stoletje
- Christopher Bainbridge (1511–1514)
- Thomas Wolsey (1515–1530)
- John Fisher (1535, svetnik)
- Reginald Pole (1536–1558)
- William Petow (1557–1559)
- William Allen (1587–1594)

## 17. stoletje
- Philip Howard (1675–1694)

## 18. stoletje
- Henry Benedict Stuart (1747–1807)

## 19. stoletje
- Thomas Weld (1830–1837)
- Charles Januarius Acton (1842–1847)
- Nicholas Wiseman (1850–1865)
- Henry Edward Manning (1875–1892)
- Edward Henry Howard (1877–1892)
- John Henry Newman (1879–1890)
- Herbert Vaughan (1893–1903)

## 20. stoletje
- Francis Bourne (1911–1935)
- Francis Aidan Gasquet (1914–1929)
- Arthur Hinsley (1937–1943)
- Bernard Griffin (1946–1956)
- William Godfrey (1958–1963)
- William Theodore Heard (1959–1973)
- John Carmel Heenan (1965–1975)
- George Basil Hume (1976–1999)

## 21. stoletje
- Cormac Murphy–O'Connor (2001–2017)
- Vincent Gerard Nichols (2014–)
- Michael Louis Fitzgerald (2019–)
- Arthur Roche (2022–)
- Timothy Peter Joseph Radcliffe (2024–)